# Melisandre
Melisandre fra Asshai er en fiktiv person i den amerikanske forfatter George R. R. Martins fantasyserie A Song of Ice and Fire og i HBOs filmatisering Game of Thrones.
Han blev introduceret i Kongernes kamp (1998). Melisandre er præstinde for guden R'hllor, og han kommer til Westeros for at udbrede sin tro på Red God fra Essos. Hun bliver Stannis Baratheons tætte rådgiver i hans forsøg på at overtage Jerntronen. Hun optræder efterfølgende i En storm af sværd (2000) og En dans med drager (2011). Hun bliver ofte omtalt som Red Woman (den røde kvinde), som følge af hendes røde hår og tøj, og hun har mystiske kræfter der kan kontrollere ild og skygge, som hun har lært i Asshai. Hun er et fremtrædende eksempel på Martins brug af magi i historien, og hun er genstand for flere vigtige profetier der styrer fortællingen.
Der er ingen kapitler skrevet fra Melisandres synspunkt i de første fire romaner, og hendes handlinger bliver derfor oplevet igennem karakterer som Davos Seaworth og Jon Snow. I den femte reoman, En dans med drager, er der et enkelt kapitel fra hendes synspunkt. Martin har udtalt, at der vil kommer flere kapitler skrevet fra hendes synspunkt i de fremtidige romaner.
Melisandre bliver spillet af den hollandske skuespiller Carice van Houten i HBO's tv-serie. Hun modtog en nominering for Primetime Emmy Award for Outstanding Guest Actress in a Drama Series for sin portrættering.